# Famille Lalive
La famille Lalive (ou La Live) a donné plusieurs riches financiers et amateurs d'art éclairés au XVIIIe siècle. Elle est également liée à l'histoire de la littérature à travers les noms de Madame d'Houdetot, Madame d'Épinay, Jean-Jacques Rousseau ou Jean-François de Saint-Lambert.
La fortune de la famille est établie avec Christophe Lalive (1637-1705), bourgeois de Lyon, seigneur de Bellegarde et Champrenaud, commis du droit de marque, directeur de la Régie générale des monnaies (1677), greffier de la chambre des assurances (1681). La charge achetée par lui, purement honorifique mais extrêmement coûteuse, de « conseiller-secrétaire du Roy, Maison et Couronne de France et de ses finances » (ou « savonnette à vilain ») peu avant sa mort, confère à ses descendants la noblesse héréditaire. De son mariage avec Anne Léonarde Les Villiers de La Nonain, il eut cinq enfants dont le fermier général Louis Denis Lalive de Bellegarde (1680-1751), grâce à qui se poursuit l'ascension de la famille.
```
Louis Denis
 Joseph Lalive de Bellegarde
 (
1680
-
1751
), fermier général
x (1720) 
Marie
 Thérèse Josèphe Prouveur  (
1696
-
1743
)
│
├──> Louis François Lalive de Labriche (
1721
-
1753
), religieux prémontré
│
├──> 
Denis
 Joseph Lalive d'Épinay
 (1724-1782), fermier général
│    x (1745) 
Louise
 Florence Pétronille Tardieu d'Esclavelles
 (1726-1783)
│
├──> 
Ange Laurent Lalive de Jully
 (1725-1779), 
Introducteur des ambassadeurs
 
│    x (1) (1749) Louise Elisabeth Chambon († 1752)
│    x (2) (1762) Marie-Louise Josèphe de Nettine (1742-1808)
│    ├──> Angélique  (
1763
-
1831
)
│    ├──> Louise (
1764
-
1832
)
│    └──> Gaspard (1765-1829)
│
├──> Marie Françoise 
Charlotte
 Lalive de Bellegarde (1728-1786)
│    x (1) (1743) Jacques III Pineau de Viennay, baron de Lucé (1709-1764)
│    x (2) (1767) 
Claude, vicomte de La Châtre
 (1734-1821)
│
├──> 
Élisabeth 
Sophie
 Françoise Lalive de Bellegarde
 (1730-1813)
│    x (1748) Claude Constant César, comte d'Houdetot (1724-1806)
│    └──> 
César Louis Marie François Ange d'Houdetot
(1749-1825)
│         x (1) (1775) Louise Perrinet de Faugnes 
│         x (2) (1762)  Constance-Joséphine Céré (1769-1842) 
│         ├──> Élisabeth x 1809 
Jean-Baptiste Lecat de Bazancourt

│         └──> Césarine  x 1809 
Prosper de Barante

│
└──> Alexis janvier Lalive de La Briche (1735-1785), introducteur des ambassadeurs 
     x (1780) 
Adélaïde Prévost
 (1755-1844)
     └──> Charlotte-Joséphine x 1798 
Louis-Mathieu Molé
```

## Pour approfondir